# کیمیستا
کیمیستا (به انگلیسی: Chemostat) مشتق از «محیط کیمیایی ایستا»، یک واکنش‌گاه زیستی است. در کیمیستا خوراک و داروی ریزاندامگان‌ها از یک لوله ورودی تأمین می‌شوند و اضافه مایع از لوله دیگری سرریز می‌شود. با تنظیم مایع ورودی می‌توان نرخ رشد ریززنده‌ها را مهار کرد.